# Moniatycze (gmina)
Moniatycze – dawna gmina wiejska istniejąca w latach 1867–1954 na Lubelszczyźnie. Siedzibą gminy były Moniatycze.
Gmina Moniatycze powstała w 1867 roku w Królestwie Kongresowym a po jego podziale na powiaty i gminy z początkiem 1867 roku weszła w skład w powiatu hrubieszowskiego w guberni lubelskiej, jako jedna z 13 gmin wiejskich powiatu (w latach 1912–1915 jako część guberni chełmskiej). 
W 1919 roku gmina weszła w skład woj. lubelskiego. W 1924 roku w skład gminy wchodziły: Annopol wieś; Czartowiec wieś, folwark; Iwanki folwark; Janki wieś; Kułakowice wieś; Lipice wieś; Mojsławice wieś, kol.; Nieledew wieś, folwark; Nowosiółki wieś, folwark; Obrowiec wieś, folwark; Przychodziec kol.; Stefków kol.; Stepankowice wieś, folwark; Turkułówka kol.; Ubrodowice wieś; Wincentówka folwark; Wołajowice wieś; Zadubce wieś, kol.. Do 1933 roku ustrój gminy Moniatycze kształtowało zmodyfikowane Białoskóry, Dziekanów, Moroczyn, Szpikołosy, Świerszczów i Teptiuków ze zlikwidowanej gminy Dziekanów. Podczas okupacji gmina należała do dystryktu lubelskiego (w Generalnym Gubernatorstwie). 
Według stanu z dnia 1 lipca 1952 roku gmina Moniatycze składała się z 27 gromad. Jednostka została zniesiona 29 września 1954 roku wraz z reformą wprowadzającą gromady w miejsce gmin. Po reaktywowaniu gmin z dniem 1 stycznia 1973 roku gminy Moniatycze nie przywrócono a jej dawny obszar wszedł w skład nowej gminy Hrubieszów.